# Портрет неизвестного (картина Антонелло да Мессины)
«Портрет неизвестного» (итал. Ritratto d'uomo), также «Портрет неизвестного моряка» (итал. Ritratto d'ignoto marinaio), — картина Антонелло да Мессины. Находится в музее Мандралиска в Чефалу.

## История
В. Н. Гращенков в своей работе «Антонелло да Мессина и его портреты» отмечает, что все дошедшие до нас портреты Антонелло относятся к последнему десятилетию его деятельности. «Портрет неизвестного» является самым ранним из них и обычно датируется 1465—1470 годами. В XIX веке он был приобретён бароном Мандралиска на Липарских островах, где якобы использовался в качестве дверцы шкафа в одной из местных аптек. Впоследствии барон преподнёс портрет вместе с остальной своей коллекцией в дар городу Чефалу.
Портрет был атрибутирован как принадлежащий кисти Антонелло в 1899 году. Уже в XIX веке отмечалось, что картина испорчена реставрацией. В 1950—1953 годах была произведена очистка портрета, при которой под позднейшими записями обнаружились значительные повреждения и утраты авторского слоя. До сих пор заметно, что когда-то портрет был обезображен длинными и глубокими царапинами. Существует легенда, согласно которой это сделала дочь владельца аптеки, где находилась картина: ей казалось, что неизвестный на портрете постоянно следит за ней.

## Описание
Как портретист Антонелло сложился под влиянием нидерландской живописи, но его работы во многом отличаются от нидерландских. Если на портретах нидерландских художников люди, как правило, предстают меланхоличными, одухотворёнными и подчёркнуто аристократичными, то в портретах Антонелло воплотилось совершенно новое представление о человеке, сложившееся на основе гуманистической философии XV века. Невозможно определить, к какому сословию принадлежат его модели: хотя Антонелло писал представителей знати, их высокое положение никак не показано средствами живописи. В том числе и поэтому картина, обнаруженная на острове, долгое время считалась портретом моряка. Лишь в 1953 году Роберто Лонги заметил, что Антонелло «писал портреты не рыбаков, а баронов»: заказчиком мог быть лишь состоятельный человек.
Как и другие портреты кисти Антонелло, «Портрет неизвестного» поражает жизненностью и правдоподобием. Черты мужчины крупные, тяжёлые; на подбородке и на щеке пробивается щетина; он смотрит искоса и производит впечатление хитрого, самоуверенного и недоброго человека. Однако самое примечательное в портрете — это улыбка. Антонелло был первым живописцем XV столетия, открывшим (задолго до Леонардо) выразительность улыбки, с помощью которой он стремился преодолеть традиционную скованность и оживить черты своих моделей. Правда, эта улыбка ещё не стала подлинным средством индивидуализации образа: у неё было много общего с безличной архаической улыбкой. Тем не менее самодовольная ухмылка, с которой неизвестный смотрит на зрителя, прекрасно передаёт внутреннюю сущность портретируемого.